# روتینگن
شهر روتینگن (به آلمانی: Röttingen) در ایالت بایرن در کشور آلمان واقع شده‌است.